# Jacek Moskwa
Jacek Moskwa (ur. 22 marca 1948 w Warszawie) – polski dziennikarz prasowy i telewizyjny, pisarz, watykanista. W latach 1990–2005 korespondent z Rzymu i Watykanu. Autor książek biograficznych o papieżu Janie Pawle II.

## Życiorys
Ukończył VII Liceum Ogólnokształcące im. Juliusza Słowackiego w Warszawie oraz Wydział Prawa Uniwersytetu Warszawskiego. Po studiach rozpoczął pracę jako dziennikarz. Związany głównie z mediami katolickimi. W latach osiemdziesiątych był jednym z redaktorów podziemnego dwutygodnika „Solidarności Walczącej” „Horyzont”. W 1987 roku podczas II pielgrzymki Jana Pawła II do Polski pracował w biurze prasowym Konferencji Episkopatu Polski. W latach 1988/1989 pełnił obowiązki zastępcy sekretarza Komitetu Obywatelskiego przy przewodniczącym NSZZ „Solidarność” Lechu Wałęsie. Od 1990 do 2005 r. korespondent polskich mediów akredytowany w Rzymie i przy Stolicy Apostolskiej; w tym charakterze odbył wiele podróży na pokładzie papieskiego samolotu m.in. do: Albanii, Libanu, Meksyku, USA, Indii, Gruzji, Jordanii, Izraela i na Kubę. Po powrocie do Polski wydawca „Świata Książki” i redaktor TVP – od początku 2010 roku pracuje wyłącznie jako pisarz i niezależny publicysta. Jest m.in. autorem książek biograficznych o papieżu Janie Pawle II. Od 1975 roku członek Stowarzyszenia Dziennikarzy Polskich, od 1989 r. polskiego oddziału PEN Clubu, od 2003 r. Stowarzyszenia Pisarzy Polskich (od 2008 r. wiceprezes Oddziału Warszawskiego i rzecznik prasowy Zarządu Głównego). Od maja 2010 r. wiceprezydent Rady Pisarzy Trzech Mórz, skupiającej organizacje literatów z 26 krajów Europy. Zasiada w Radzie Konsultacyjnej Centrum Monitoringu Wolności Prasy Stowarzyszenia Dziennikarzy Polskich. Członek warszawskiego Klubu Inteligencji Katolickiej i w latach 2014-2016 członek komisji rewizyjnej tego stowarzyszenia.

### Praca zawodowa
- Od 1971 – dziennikarz redakcji „Słowo Powszechne” oraz współpracownik „Gazety Prawniczej” i tygodników społeczno-kulturalnych. W roku 1981 mianowany zastępcą redaktora naczelnego „Słowa Powszechnego”, po wprowadzeniu stanu wojennego zostaje wraz z częścią zespołu redakcyjnego zwolniony z pracy pod zarzutem popierania „Solidarności”;
- 1982–1987 – zastępca redaktora naczelnego w miesięczniku Księży Pallotynów „Królowa Apostołów” i autor artykułów w prasie podziemnej;
- 1987–1989 – członek redakcji podziemnego dwutygodnika „Solidarności Walczącej” „Horyzont” oraz miesięcznika „Res Publica”
- 1989–1990 – zastępca redaktora naczelnego dziennika „Rzeczpospolita”
- 1990–2005 – korespondent z Rzymu oraz Watykanu:
  - 1990-1992 – dla Telewizji Polskiej
  - 1992-1994 – dla Polskiego Radia
  - 1994-2001 – dla Telewizji Polskiej
  - 1994-2005 – dla dziennika „Rzeczpospolita”
  - 2004-2005 – dla Radia „Zet”
- 2006 – wydawca w oficynie „Świat Książki” odpowiedzialny za dział literatury faktu
- 2007 – 2009 – redaktor odpowiedzialny za dział publicystyki w Agencji Produkcji Telewizyjnej TVP

### Praca dydaktyczna
- Od 2006 – wykładowca w Wyższej Szkoły Dziennikarskiej im. Melchiora Wańkowicza w Warszawie[3].
- 2007 – 2008 wykładowca w Instytucie Edukacji Medialnej i Dziennikarstwa Uniwersytetu Kardynała Stefana Wyszyńskiego w Warszawie
- 2007 – 2008 wykładowca w Wyższej Szkole Komunikowania i Mediów Społecznych im. Jerzego Giedroycia w Warszawie.

### Nagrody i wyróżnienia
- 1976, 1980 – nagrody Fundacji Reinholda Schneidera z Hamburga za eseje o chrześcijańskiej filozofii pokoju;
- 1984 – nagroda Episkopatu Polski w konkursie z okazji 600-lecia Jasnej Góry za powieść „Pątnicy”;
- 1987 – nagroda Fundacji Reinholda Schneidera z Hamburga za esej o Maksymilianie Kolbem i Edycie Stein;
- 1987 – Nagroda Niezależnych Dziennikarzy im. Ks. Stanisława Konarskiego za książkę „Antoni Marylski i Laski”;
- 1997 – nagroda „Premio Internazionale Calabria” dla najlepszego korespondenta zagranicznego we Włoszech;
- 2002 – znalazł się pośród 14 watykanistów z różnych krajów, zaproszonych jako autorzy modlitw i rozważań Drogi Krzyżowej odbywającej się w rzymskim Koloseum pod przewodnictwem papieża Jana Pawła II Opatrzył komentarzem stację ósmą (według numeracji włoskiej): „Szymon Cyrenejczyk pomaga nieść krzyż Jezusowi”.
- 2012 – Nagroda „Ślad” im. bp. Jana Chrapka[4]

## Twórczość

### Książki
- Pątnicy: przypowieść, Warszawa 1985, ISBN 83-85015-04-3.
- Antoni Marylski i Laski, Kraków 1987, ISBN 83-7006-090-0.
- Papież i kontestatorzy, Kraków-Warszawa – Struga, 1987 ISBN 83-7019-024-3.
- Jan Zieja. Życie Ewangelią spisane przez Jacka Moskwę, Paryż 1991, 1993, ISBN 2-85316-065-3; Kraków 2010 ISBN 978-83-240-1420-0.
- Zostań z nami! Jan Paweł II i Polacy, Warszawa 2000, ISBN 83-7227-666-8.
- Pontifex Maximus: 25 lat – 25 tajemnic, Gorle-Bergamo 2003, 2005, wydanie włoskie ISBN 88-7135-177-0, polskie ISBN 88-7135-164-9.
- Prorok i polityk, Warszawa 2003, ISBN 83-7391-116-2.
- Ja, Żyd z Pasji, Warszawa 2004, ISBN 83-88807-48-X.
- Jan Paweł II, Warszawa 2005, ISBN 83-247-0144-3.
  - Papež, který změnil svět Praha 2005, ISBN 80-242-1482-2 (tłum. czeskie)
  - Pápež, ktorý zmenil svet ISBN 80-551-1086-7 (tłum. słowackie)
- Droga Karola Wojtyły. Tom I. Na tron Apostołów 1920-1978, Warszawa 2010, ISBN 978-83-247-1617-3.
- Droga Karola Wojtyły. Tom II. Zwiastun wyzwolenia 1978-1989, Warszawa 2011, ISBN 978-83-247-1901-3.
- Droga Karola Wojtyły. Tom III. W trzecie tysiąclecie 1990-1998, Warszawa 2011, ISBN 978-83-247-2098-9.
- Droga Karola Wojtyły. Tom IV. Do domu ojca, ostatnia dekada, Warszawa 2011, ISBN 978-83-247-2289-1.
- Nie mów o mnie. Z Zofią Morawską spotkania w Laskach, Warszawa 2011, ISBN 978-83-62610-11-2.
- Kalendarium pontyfikatu Jana Pawła II, Kraków 2014, ISBN 978-83-240-2050-8.
- Frassati – Gawrońscy, włosko-polski romans (wspólnie z Krystyną Kalinowską), Warszawa 2015, ISBN 978-83-7943-078-9, Warszawa 2015.
- Tajemnice konklawe 1978, Kraków 2018, ISBN 978-83240-5444-2.
- Niewygodny prorok, biografia ks. Jana Ziei, Kraków 2020, ISBN 978-83-240-6055-9.
- Samotność Fausta, Krzysztof Zanussi w rozmowie z Jackiem Moskwą, Kraków 2023, ISBN 978-83-240-5548-7.

### Programy telewizyjne
- W duchu i w prawdzie (o ks. Janie Zieji) wspólnie z Krystyną Mokrosińską, TVP 2, Warszawa 1991;
- Polityka wschodnia Watykanu, Dyrekcja Programów Informacyjnych TVP, Warszawa 1991;
- Znak sprzeciwu, XV-lecie pontyfikatu Jana Pawła II, TVP 1, Warszawa 1993;
- Pollone i Polska (o rodzinie Frassati – Gawrońskich) wspólnie z Agnieszką Matynią-Dąbrowską, TVP 1, Warszawa 1994;
- Jak rozpoznać Ośmiornicę? (o mafii we Włoszech) wspólnie z Agnieszką Matynią-Dąbrowską, TVP 1, Warszawa 1994;
- Książki nocą. Śmierć ostatniego samuraja (o twórczości Yukio Mishimy), Agencja Produkcji Telewizyjnej dla TVP 2.